# 山崎紀子
山崎 紀子（やまさき のりこ）は、大阪府大阪市東住吉区出身の映画館支配人。大阪市西区九条にある映画館「シネ・ヌーヴォ」で支配人を務めている。『ひかりのおと』などを製作した映画監督の山崎樹一郎は弟。

## 経歴

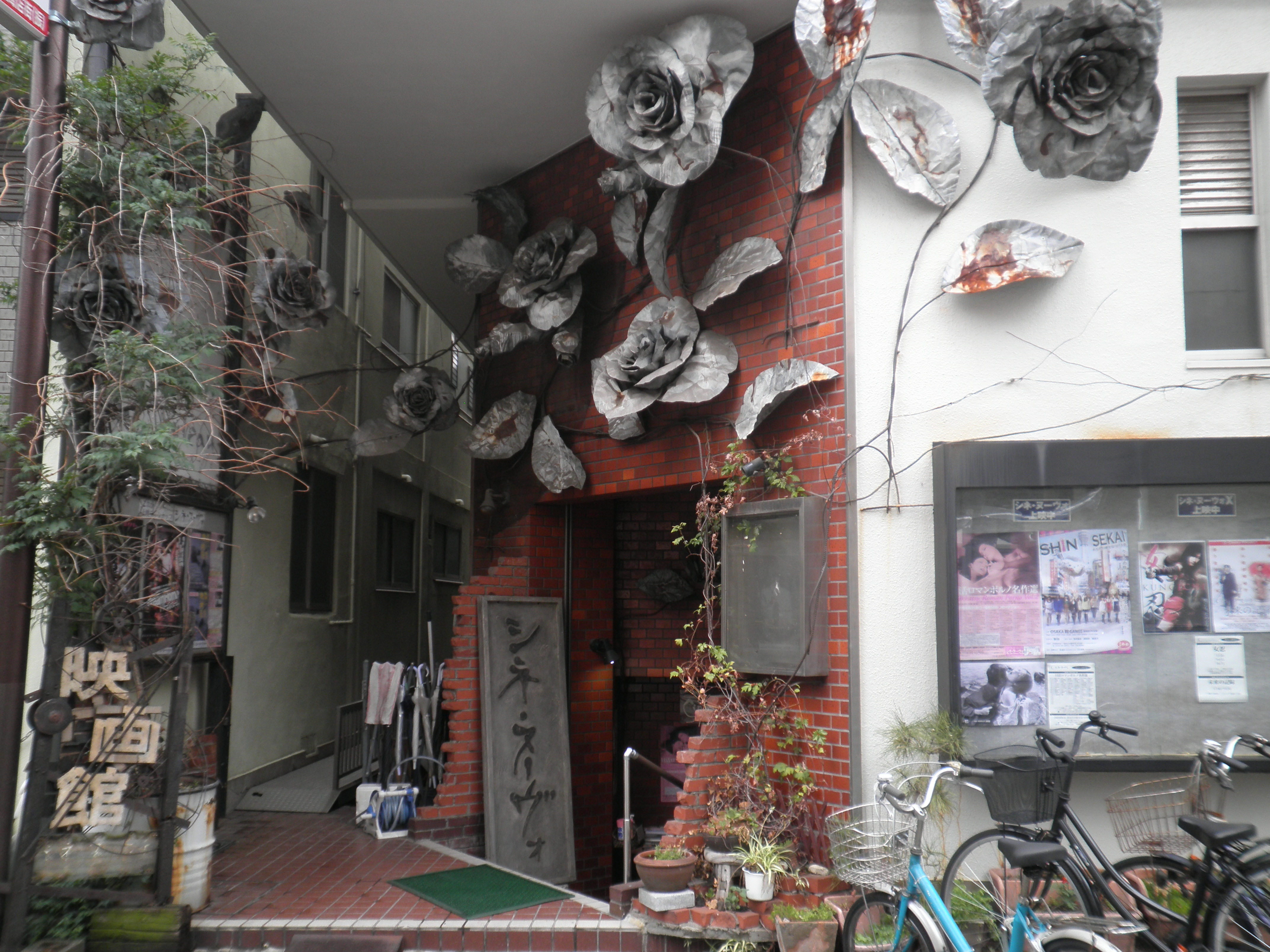
シネ・ヌーヴォ

1977年（昭和52年）に大阪府大阪市東住吉区に生まれた。正月には家族で近くの映画館「タナベキネマ」（東住吉区、2012年閉館）を訪れ、『男はつらいよ』シリーズなどの映画を観ていたという。大阪美術専門学校で油彩画を学び、専門学校在学中には梅田花月劇場の夜だけ映画館「シネマワイズ」でアルバイトを行っていた。
1997年（平成9年）には景山理らの映画ファンが中心となって、大阪市西区九条に市民出資型のミニシアター「シネ・ヌーヴォ」を開館させた。山崎はもともと画家を志していたが、「シネマワイズ」でのアルバイトを通じて映画館そのものに興味を持ち、専門学校卒業後の2001年（平成13年）にはシネ・ヌーヴォのアルバイトとなり、2008年（平成20年）にはシネ・ヌーヴォの支配人が結婚退職したことで、山崎が後任の支配人に就任した。上映作品の選定、映画館のカウンター業務、上映作品のフィルム手配など、支配人としての仕事は劇場運営全般にわたっており、特に上映作品の選定は山崎と代表の景山で行っている。山崎が支配人に就任する前には、シネ・ヌーヴォが新作中心から特集上映中心に大きく舵を取っている。
京都市にある京都みなみ会館の吉田由利香館長、大阪市にあるシアターセブンの福住恵支配人、大阪市にあるシネマート心斎橋の横田陽子支配人、神戸市にある元町映画館の林未来支配人など、関西地方のミニシアターは女性の支配人や館長の比率が高いとされる。2014年（平成26年）12月には山崎や彼女らが集まって「映画館女子ガールズトーク in Xmas」を開催し、若者の映画館離れや映画館の魅力発信について議論した。
2016年（平成28年）5月にフランスのアニメ映画『パリ猫ディノの夜』などの猫映画特集を開催した際には、山崎の飼い猫である「まり」が山崎に代わってシネ・ヌーヴォの一日支配人に就任している。同年時点では支配人としてスタッフ7人での運営を切り盛りしている。憧れの映画館の一つとして梅田ガーデンシネマ（大阪市北区、2014年閉館）や、一般的にシネ・ヌーヴォと比較されることの多い第七藝術劇場（大阪市淀川区）を挙げている。